# Château Lynch-Bages
Koordinaten: 45° 11′ 28,2″ N, 0° 45′ 14,4″ W

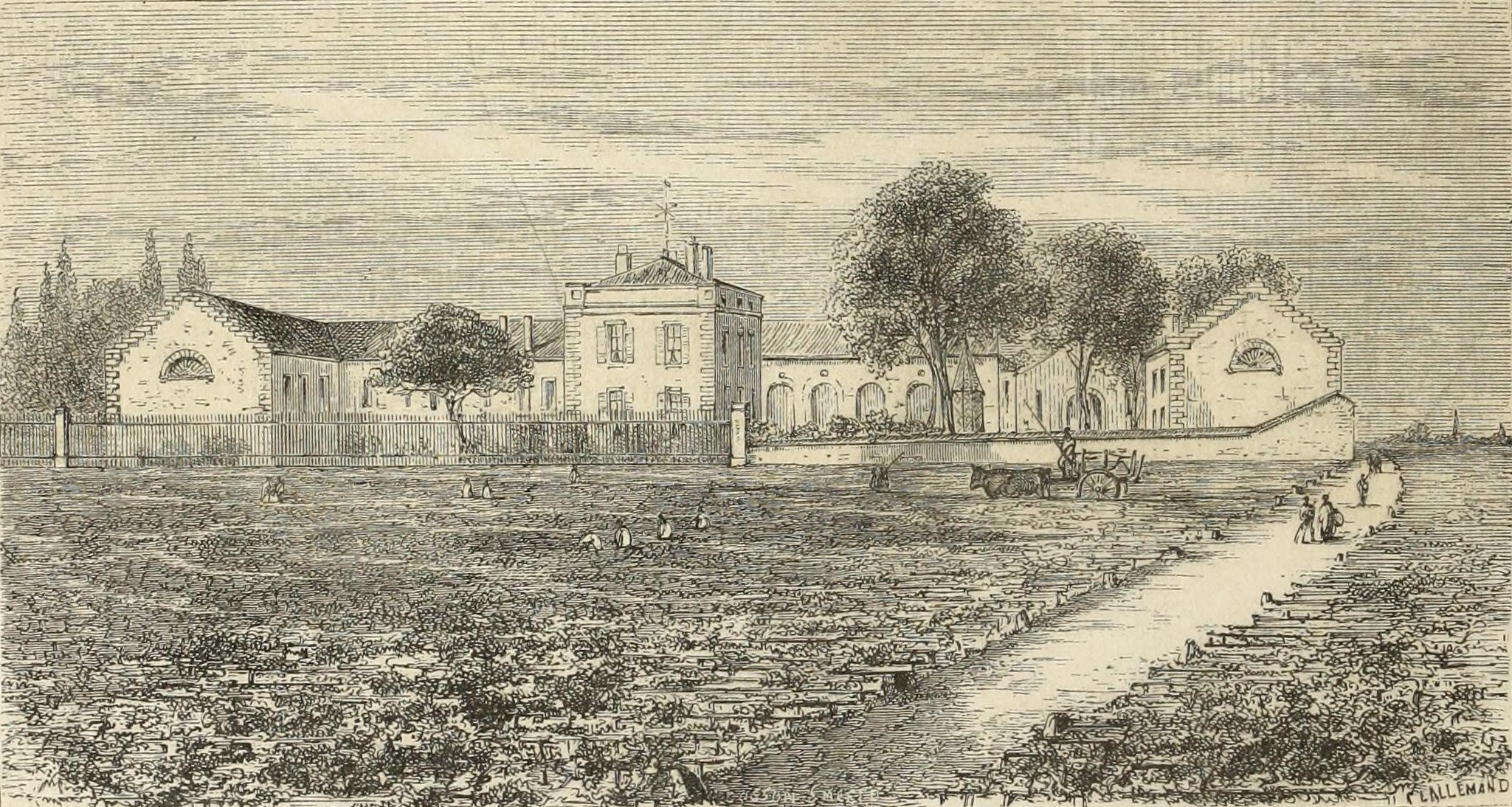
Château Lynch Bages; Illustration aus dem Jahr 1838.

Château Lynch-Bages ist ein Weingut in der Appellation Pauillac bei Bordeaux in Frankreich. Château Lynch-Bages ist auch der Name des dort produzierten Rotweins. Das Château wurde als eines von achtzehn Gütern als Cinquième Cru Classé (Fünftes Gewächs) in der offiziellen Bordeaux-Klassifikation von 1855 aufgenommen (siehe hierzu auch den Artikel Bordeauxwein (Klassifikation)).
Das Gut liegt im Westen des Ortes Pauillac und gehörte bis zu seinem Tod im Juni 2023 Jean-Michel Cazes. Der Patron war ein bekannter Mann in der Weinszene. Er betätigte sich auch als Hotelier auf dem benachbarten kleinen Weingut.

## Geschichte
Der 1669 in Galway geborene John Lynch kam nach der Schlacht am Boyne im Rahmen der Flucht der Wild Geese nach Frankreich. Die Flucht der Wild Geese bezieht sich auf die Emigration einer irischen jakobinischen Armee unter dem Kommando von Patrick Sarsfield aus Irland nach Frankreich wie es im Vertrag von Limerick am 3. Oktober 1691 vereinbart wurde. In Bordeaux ließ sich John Lynch als Händler von Textilen, Wolle und Leder nieder und heiratete Guillemette Constant. Im Jahr 1710 wurde John Lynch als Franzose naturalisiert und nannte sich Jean Lynch.
Sein Sohn Thomas-Michel heiratete im Jahr 1740 Elisabeth Drouillard. Als der Vater von Elisabeth, Pierre Drouillard im Jahr 1749 verstarb, erbte seine Tochter die Hälfte des Landbesitzes Bourdieu de BATGES und zahlte der Witwe von Pierre die Summe von 42.000 livres, um in den Alleinbesitz zu kommen. Dieses Jahr repräsentiert die Gründung des Château Lynch. Später erwarb er weitere Ländereien zur Erweiterung von Château Lynch. Auch Château Dauzac gehörte zum Besitz der Familie Lynch. Anlässlich der Hochzeit seines lebenslustigen und politisch interessierten Sohn Jean-Baptiste im Jahr 1779 gab Thomas-Michel den Besitz weiter. Da dieser das Weingut nicht effizient zu bewirtschaften verstand, gab Jean-Baptiste bald die Führung des Weingutes an seinen Bruder Michel ab. Michel Lynch blieb bis 1824 für das Gut Château Lynch verantwortlich. Nach dem Tod von Jean-Baptiste Lynch im Jahr 1835 wurde das Weingut Lynch aufgeteilt. Während ein Teil unter dem Namen Château Lynch-Moussas an die Familie Vasquez ging, übernahm der Schweizer Weinhändler Sebastien Jurine, der kurz zuvor nach Bordeaux gezogen war, den übrigen Teil von Château Lynch.

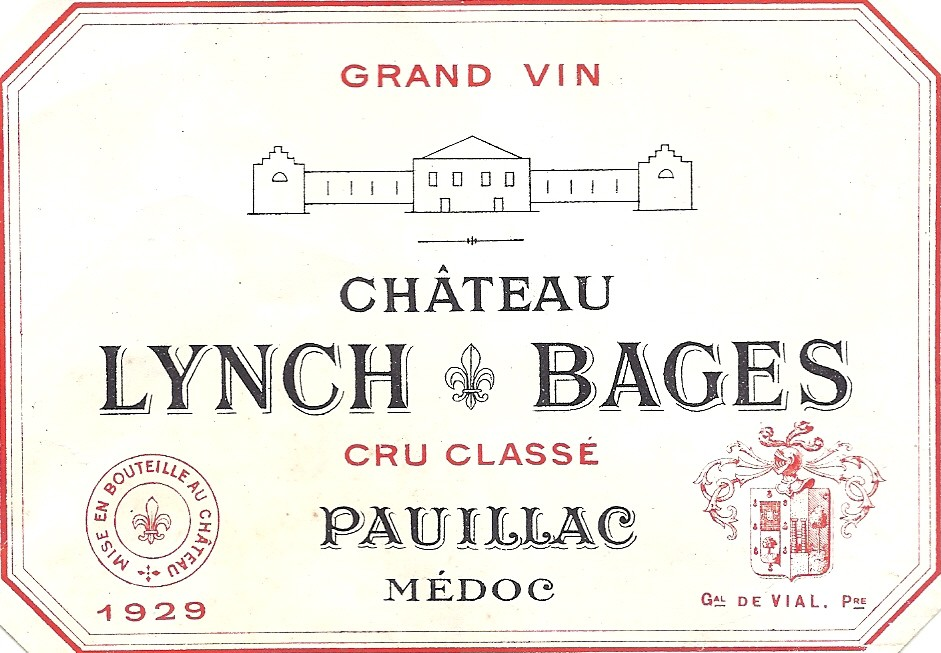
Etikett aus dem Jahr 1929, als das Gut dem General Félix de Vial gehörte

Château Lynch-Bages blieb für über hundert Jahre erst in der Hand der Familie Jurine und später der Familie Cayrou. Die Weinwirtschaft im Bordelais plagte durch die Abstinenzbewegung, aber auch als Spätfolge des Ersten Weltkriegs erhebliche Absatzsorgen und das sogar bei den Grand Cru-Lagen. Frankreich hielt große Teile des linksrheinischen deutschen Staatsgebiets, mit seinen großen Weinbauflächen besetzt und erhob Ausfuhrzölle in das ehemalige Reichsgebiet. Der Staat und seine Institutionen waren mit der Aufgabe der Weinwirtschaftsförderung überfordert und die Weinwirtschaft selbst hatte weder die Kraft noch die Ressourcen, sich aus dem Absatztief herauszulösen. 1934 pachtete Jean-Charles Cazes das Gut von seinem bisherigen Besitzer, Félix de Vial – dem Schwiegersohn von Maurice Cayrou, und kaufte es dann 1938. Cazes hatte sich einen Ruf als hervorragender Weinmacher in Bordeaux erarbeitet, und er etablierte für die nächsten 35 Jahre die Weine von Château Lynch-Bages als kraftvolle Gewächse. Tatkräftig unterstützt wurde er durch seinen Sohn André. Nach Jean-Charles Cazes’ Tod im Alter von 95 Jahren, 1972, wurde das Weingut dann von seinem Enkel Jean-Michel Cazes geleitet.
In den späten 1980ern begann die Versicherungsgesellschaft AXA ein Portfolio von Spitzen-Weingütern aufzubauen und ging hierzu Jean-Michel Cazes um Hilfe an: Claude Bébéar, der AXA-Präsident, war ein langjähriger Freund der Familie Cazes. Sie gründeten die Gruppe „Châteaux & Associés“, die Cazes leitete, bis er 65 wurde, und die zum Ende des 20. Jahrhunderts viele hoch renommierte Weingüter in ganz Europa betrieb. Die Eigentümerschaft von Château Lynch-Bages verblieb jedoch bei den Cazes.

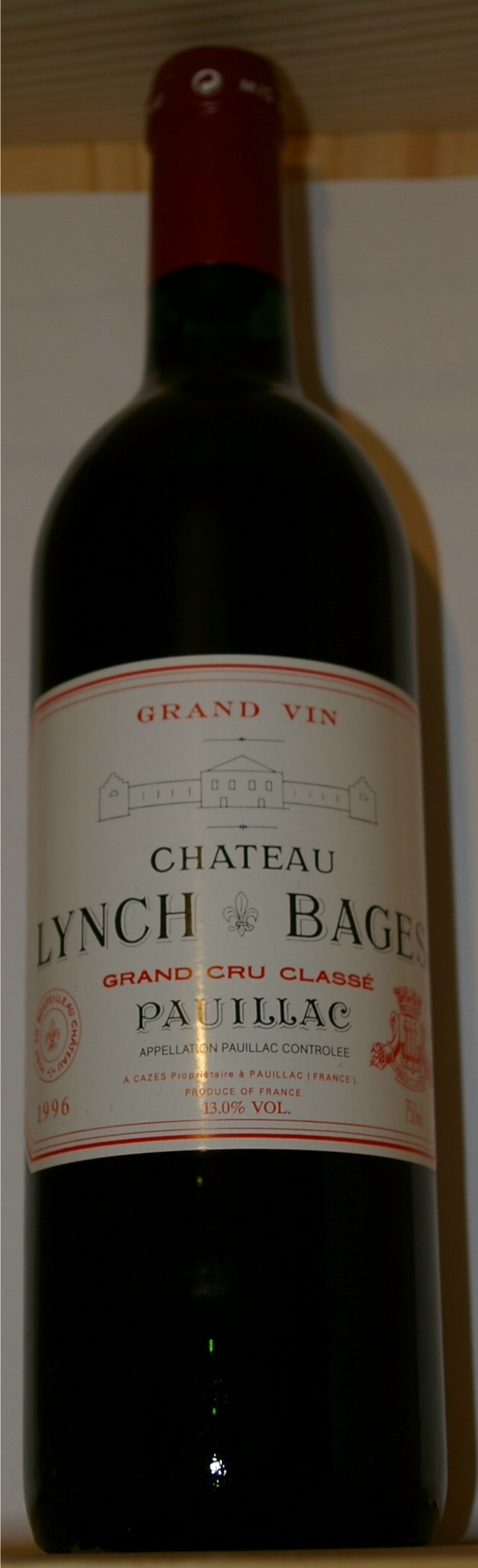
Lynch-Bages 1996

## Weinberg
Die 90 Hektar von Château Lynch-Bages liegen direkt außerhalb der Stadt Pauillac. Der Weinberg belegt einen Kies-Rücken über der Gironde. Der bestens entwässernde Boden besteht hauptsächlich aus tiefen Kiesbetten über einem Kalkstein-Fundament und ist überwiegend mit Rotweinreben bestockt. Neben 73 % Cabernet Sauvignon sind dies noch 15 % Merlot, 10 % Cabernet Franc und 2 % Petit Verdot. Es gibt auch eine kleine Parzelle (ungefähr 4,5 Hektar), die mit weißen Rebsorten bepflanzt ist (40 % Sémillon, 45 % Sauvignon Blanc und 15 % Muscadelle).

## Der Wein
Château Lynch-Bages ist hauptsächlich bekannt für seinen opulenten Rotwein, von dem in durchschnittlichen Jahren ungefähr 25.000 Kisten à 12 Flaschen erzeugt werden. Die malolaktische Fermentation findet vorzugsweise in großen Edelstahl-Tanks statt, und der Wein verbleibt anschließend ca. 15 Monate in Barriques, die zu 50–60 % neu sind, bevor der Wein dann abgefüllt wird. Die meisten Weinkenner werden zustimmen, dass Chateau Lynch-Bages auf dem Niveau von Deuxième Crus fertigt, obwohl es nur eine Klassifikation als Cinquième Cru hat. Die feinsten Jahrgänge der letzten fünfzig Jahre sind anerkanntermaßen 1961, 1982, 1989, 1990, 1996 und 2000. Im Jahr 2004 erzielten einige dieser Jahrgänge Auktionspreise von über 200 Euro die Flasche.
Daneben wird unter dem Namen „Blanc de Lynch-Bages“ eine kleine Menge Weißwein erzeugt.